# Chróścina (powiat opolski)
Chróścina (niem. Chrosczinna, 1934-1945 Reisern) – wieś w Polsce położona w województwie opolskim, w powiecie opolskim, w gminie Dąbrowa.
Od 1950 miejscowość należy administracyjnie do województwa opolskiego. W latach 1952–1954 i 1973–1975 miejscowość była siedzibą gminy Chróścina. W latach 1954–1972 wieś należała i była siedzibą władz gromady Chróścina. 

## Historia
Pierwsza wzmianka pochodzi z 1223 (Chrostina) i dotyczy dziesięciny, jaką miała płacić wieś kościołowi w Skorogoszczy. W 1274 książę opolski Władysław nadaje wsi przywilej lokacyjny na prawie niemieckim (być może jest to związane z prawdopodobnym zniszczeniem Chróściny podczas najazdu tatarskiego). W owym czasie właścicielem wsi był Henryk, jeden z rycerzy księcia Władysława.
Nazwę miejscowości w zlatynizowanej staropolskiej formie "Croscina villa" wymienia spisany ok. 1300 roku średniowieczny łaciński utwór opisujący żywot świętej Jadwigi Vita Sanctae Hedwigis. Prawdopodobnie w XIV wieku w Chróścinie powstał pierwszy kościół - może o tym świadczyć dokument wystawiony przez biskupstwo wrocławskie dla proboszcza z Chróściny (datowany na 1371).
W 1532 podczas spisu dóbr pozostawionych po bezpotomnej śmierci ostatniego opolskiego Piasta Jana II Dobrego w Chróścinie mieszkało 21 chłopów, a w miejscowości były 22 łany ziemi. Właścicielami wsi był ród Beess. W połowie XVI wieku w Chróścinie znajdowało się siedemnaście gospodarstw oraz karczma należąca do sołtysa. W 1601 roku Chróścina znalazła się w dobrach zakonu norbertanek z Czarnowąsów - kupiona od władz cesarskich - i pozostawała ich własnością do kasaty zakonu w 1810. Podczas wojny trzydziestoletniej wieś została splądrowana przez wojska szwedzkie, a miejscowy kościół został sprofanowany - zniszczono jego trzy ołtarze. Po wojnach śląskich Chróścina wraz z większością Górnego Śląska została włączona w skład państwa pruskiego. W 1784 we wsi mieszkało 127 osób, a we wsi istniał kościół, szkoła i folwark.
Od 1776 roku wieś posiadała pieczęć gminną, na której wizerunku przedstawiono chłopa zwróconegp w prawo z grabiami na prawym ramieniu i dzbanem (?) w lewej ręce, nad postacią data 1776.
W 1843 otwarto linię kolejową Opole - Wrocław, której nitka biegła przez wieś. Liczbę mieszkańców przetrzebiła zaraza ziemniaczana w połowie XIX wieku, której ofiarą padło 50 tys. osób w rejencji opolskiej. Pod koniec XIX wieku we wsi znajdował się kościół parafialny, szkoła katolicka, gorzelnia, browar, kopalnia torfu, kamieniołom oraz folwark. W 1890 mieszkało w niej 885 osób.
W okresie rządów hitlerowskich dotychczasową nazwę Chrosczinna nazistowska administracja III Rzeszy zmieniła w 1934 na nową, całkowicie niemiecką nazwę - Reisern (nazwa w historii zmieniała się dość często - patrz: Zmiana nazwy wsi na przestrzeni lat). W 1933 wieś liczyła 1097, a w 1939 1216 mieszkańców. W marcu 1945 miejscowość została zajęta przez wojska radzieckie - w wyniku przegranej przez Niemców rozpętanej II wojny światowej i zgodnie z decyzją aliantów wraz z całym niemieckim Śląskiem znalazła się w granicach Polski.

## Zmiany nazwy wsi
- 1223 Crostina
- 1371 Croschczina
- 1410 Smeifsdorf
- 1532 Krosstzyna
- 1845 Chrosczina
- 1934 Reisern
- 1945 Wrzosek
- 1948 Chróścina[9]

## Zabytki
Do wojewódzkiego rejestru zabytków wpisane są:
- kościół parafialny pod wezwaniem św. Piotra i Pawła, swój obecny wygląd klasycystyczny zawdzięcza odbudowie po pożarze w latach 1792–1793. Prawdopodobnie część murów świątyni jest znacznie starsza. Wyposażenie późnobarokowe z XVIII i XIX wieku
- dzwonnica kościelna, dolna część pochodzi z XV/XVI wieku, w XX wieku zrekonstruowano górną część oraz hełm
- cmentarz parafialny, z poł. XIX w.
- dom, ul. Niemodlińska 23
- dwór, ul. Niemodlińska 39
- wiatrak z początku XIX wieku, nieczynnego od zakończenia II wojny światowej, ruina.

Inne zabytki:
- kapliczki św. Jana Niepomucena z XVII i XIX wieku
- klasycystyczna plebania z przełomu XVIII/XIX wieku
- zabudowania folwarku z połowy XIX wieku, obecnie w złym stanie
- szkoła z 1862 r., która powstała na bazie stodoły; na pocz. XX wieku przebudowana na budynek mieszkalny,
- pałac z XIX wieku, po 1945 roku Zespół Szkół Zawodowych. Obok pałacu park.